# Прогноз погоди й кохання
Прогноз погоди й кохання (кор. 기상청 사람들: 사내연애 잔혹사 편, ханча: 氣象廳 사람들: 社內戀愛 殘酷史 篇, дослівно: Люди метрологічного управління: Жорстокість романтичних стосунків на роботі) — південнокорейський серіал, що розповідає історію про романтичні відносини на роботі у Метрологічному управлінні Кореї. Телесеріал транслювався на телеканалі JTBC щосуботи і щочетверга з 12 лютого по 4 березня 2022. У головних ролях Пак Мін Йон, Сон Кан, Юн Пак та Юра.

## Сюжет
Чін Ха Кьон, синоптик команди 2 відділу прогнозів погоди Метеорологічного управління Кореї, планує одружитися з Хан Кі Чуном, працівником пресслужби цього ж управління. Однак через це вона недостатньо приділяє увагу сигналом, що передвіщають град, а тому не повідомила про це керівника команди 2. Внаслідок чого це призводить до фінансових втрат у підприємствах через град та проблем для метеорологічного центру. Відповідальність за помилку Чін Ха Кьон бере на себе Чхве Чон Су, керівник команди 2, але це б'є по і так виснаженому здоров'ю, внаслідок чого він потрапляє до лікарні, а потім йде у відставку за станом здоров'я. Таким чином новим керівником команди 2 стає Чін Ха Кьон.
У той же час Чхе Ю Чін, репортерка у Метеорологічного управління Кореї, кидає Лі Сі Ву, синоптика столичної служби, з яким вона зустрічалася кілька років. Пізніше Лі Сі Ву виявляє сигнал, який передвіщає дощ, однак штаб-квартира на чолі з Чін Ха Кьон відмовляється приймати його пропозицію щодо оголошення про сильні дощі. Тому він без погодження зі штаб-квартирою робить це оголошення, чим вводить із себе Чін Ха Кьон, однак прогноз правильний і пізніше того дня дощ таки пішов. Однак через труднощі на роботі Чін Ха Кьон не звертає увагу на постійні телефонні дзвінки, а по завершенню дня виявляє, що її наречений, Хан Кі Чун, не оплатив багато речей, які пов'язані з весіллям. Повернувшись до її квартири, виявляє, що її наречений зрадив її і переспав з іншою дівчиною, Чхе Ю Чін. Тому вона розриває з ним стосунки.
Через 2 місяці потому, Лі Сі Ву переводять у штаб-квартиру Метеорологічного управління Кореї, крім того також переводять Ум Тон Хан у штаб-квартиру як запасний варіант, якщо Чін Ха Кьон вирішить залишити посаду керівника команди 2. Хан Кі Чун одружився із Чхе Ю Чін, а між Лі Сі Ву та Чін Ха Кьон виникають романтичні стосунки. Однак окрім складнощів на роботі, з якими вони постійно зіштовхуються, ще й додаються негаразди в їхньому особистому житті та проблеми, що спричинені романтичними стосунками на роботі.

## Акторський склад

### Головні ролі
- Пак Мін Йон як Чін Ха Кьон[6][7]
  - Пак Со Ґьон як Чін Ха Кьон у дитинстві

Вона є загальним синоптиком, яка пізніше стала керівницею команди 2 Метеорологічного управлінні Кореї. Ха Кьон збиралася одружитися з Хан Кі Чуном, але після того як вона виявила його з іншою дівчиною, розірвала з ним стосунки. Після переведення у штаб-квартиру синоптика Лі Сі Ву заводить з ним романтичні відносини, які приховує від своїх колег. Крім того в неї є мати, яка постійно намагається втрутитися в її особисте життя, знайшовши для неї чоловіка.
- Сон Кан як Лі Сі Ву[6][7]
  - Сон Мін Дже як Лі Сі Ву у дитинстві

Він є синоптиком суворих погодних умови команди 2 Метеорологічного управлінні Кореї, але до того працював у синоптиком столичної служби. Він завоював довіру до своїх прогнозів через вдале передбачення дощу, через що його було переведено у штаб-квартиру Метеорологічного управлінні Кореї. Сі Ву довгий час зустрічався з Чхе Ю Чін, але Ю Чін його кинула і одружилася з Кі Чуном. Пізніше він заводить романтичні стосунку із Ха Кьон, які приховує від своїх колег. Крім того, Сі Ву має батька, якого він ненавидить через те, що той взагалі ним не цікавиться і лише телефонує в черговий разу попросити грошей для азартних ігор.
- Юн Пак як Хан Кі Чун[6][7]

Він є прессекретарем пресслужби Метеорологічного управлінні Кореї. Він мав одружитися з Ха Кьон, але почав зустрічатися і потім одружився з Ю Чін через розбіжності у поглядах щодо романтичних стосунків. Спершу йому було неприємно постійно зустрічатися із Ха Кьон, а потім його починаює вводити із себе Сі Ву і той факт, що він зустрічається з Ха Кьон. Це призводить до конфліктів із Ю Чін через те, що Кі Чун мало приділяє її уваги.
- Юра як Чхе Ю Чін[6][7]

Вона є репортеркою в газеті про погоду. Свого часу вона зустрічалася і жила разом із Сі Ву, але вирішила розірвати з ним стосунку через те, що він не планував одружуватися. Пізніше Ю Чін одружилася з Кі Чуном, алечерез це на роботі досить некомфортно через постійні плітки про них. Пізніше в неї виникають конфлікти з Кі Чуном через те, що мало приділяє їй уваги і постійно заклопотаний, то роботою, то її колишнім хлопцем, Сі Ву, і його стосунками із Ха Кьон.

### Другорядні ролі

#### Люди у Метеорологічному центрі
- Лі Сон Ук як Ум Тон Хан

Він є старшим синоптиком команди 2 Метеорологічного управлінні Кореї. До того Тон Хан працював у регіональні філії, але його перевели у штаб-квартиру, щоб він посів місце керівника команди 2 у випадку, якщо Ха Кьон погодилася на пропозицію поїхати на стажування у ВМО. Через свої постійні відрядження і роботу у регіональні філії, Тон Хан не жив разом із сім'єю більше 10 років. Тому він вирішив перейти у штаб-квартиру, щоб налагодити стосунки зі своєю дружиною і донькою.
- Мун Тхе Ю як Сін Сок Хо

Він є синоптиком місцевої погоди команди 2 Метеорологічного управлінні Кореї. Він є другом Лі Сі Ву. Сок Хо більшість часу віддає роботу, а вільний свій час проводить на самоті вдома, крім того він любить чистоту. Пізніше Сок Хо починає зустрічатися із сестрою Ха Кьон, Тхе Кьон.
- Юн Са Бон як О Мьон Джу

Вона є головним аналітиком команди 2 Метеорологічного управлінні Кореї. Мьон Джу є матір'ю двох синів, крім того її чоловік вирішив звільнитися з роботи, щоб знову спробувати здати іспит на держслужбовця. Тому вона тягне всю сім'ю на своїх плечах.
- Кім Су Джін як Чхе Со Ин

Вона є синоптиком короткострокового прогнозу, що здала іспит на держслужбовця з відміним результатом. Однак під час своєї роботі у команді 2 Метеорологічного управлінні Кореї зіштовхується з деякими складнощами в роботі.
- Квон Хе Хю як Ко Пон Чхан

Голова відділу із прогнозів погоди у штаб-квартирі Метрологічного управлінні Кореї.
- Пе Мьон Джін як Пак Чу Му

Офісний працівник з питань політик, що допомагає Ко Пон Чхан.
- Лі Тхе Ґом як синоптик місцевої погоди

Він є членом команди 1 у Метрологічну управлінні Кореї.

#### Люди поза Метеорологічного центру
- Кім Мі Ґьон як Пе Су Джа

Мати Чін Ха Кьон, яка постійно намагається втрутитися в особисте життя своїх дочок та намагається знайти хлопця, з якими одружиться Чін Ха Кьон.
- Чон Ун Сон як Чін Тхе Кьон

Сестра Чін Ха Кьон. Вона розлучилася зі своїми чоловіком, тому самотня. Тхе Кьон є автором дитячих книжок. З часом починає зустрічатися з Сін Сок Хо.
- Чан Со Йон як Лі Хян Ре

Дружина Ум Тон Хана. Вона не жила разом із чоловіком більше 10 років, тому коли чоловік вирішив повернутися додому, то в них постійно виникають конфлікти.
- Лі Син Джу як Ум Помі

Донька Ум Тон Хан. Вона поступово намагається зрозуміти свого батька і зблизитися з ним.
- Чон Пе Су як Лі Мьон Хан

Батько Лі Сі Ву. Він постійно п'є та гра в азартні ігри, крім того взагалі не переймається здоров'ям і справами Лі Сі Ву і лише телефонує йому, коли потрібні гроші на чергові азартні ігри. Тому Лі Сі Ву не навидить його.

### Особлива поява
- Кім Чон Тхе як Чхве Чон Су

Колишній керівник команди 2 у Метрологічну управлінні Кореї, який за станом здоров'я покинув цю посаду.
- Чан Со Йон як Сон Мі Чін

Керівниця Центру тайфунів у Чеджу.
- О Те Хван як власник крамниці Ізакая
- Пак Йон Су як керівник Чхе Ю Чін
- Чон Кук Хян як пані Лі
- Юн Пок Ін як мати Чхе Ю Чін
- Со Хьон Чхоль як вітчим Чхе Ю Чін
- Пак Мьон Сін як мати Хан Кі Чуна

## Оригінальні звукові доріжки

### Повний альбом
| Forecasting Love and Weather (Original Television Soundtrack) Special, Диск 1 | Forecasting Love and Weather (Original Television Soundtrack) Special, Диск 1 | Forecasting Love and Weather (Original Television Soundtrack) Special, Диск 1 | Forecasting Love and Weather (Original Television Soundtrack) Special, Диск 1 | Forecasting Love and Weather (Original Television Soundtrack) Special, Диск 1 | Forecasting Love and Weather (Original Television Soundtrack) Special, Диск 1 |
| #                                                                             | Назва                                                                         | Автор слів                                                                    | Автор музики                                                                  | Виконавець                                                                    | Тривалість                                                                    |
| ----------------------------------------------------------------------------- | ----------------------------------------------------------------------------- | ----------------------------------------------------------------------------- | ----------------------------------------------------------------------------- | ----------------------------------------------------------------------------- | ----------------------------------------------------------------------------- |
| 1.                                                                            | «Melting» (사르르쿵)                                                          | Cheeze, Кемі                                                                  | Cheeze, Midnight                                                              | Cheeze                                                                        | 3:06                                                                          |
| 2.                                                                            | «Mind Warning» (마음주의보)                                                   | Кемі, yoda                                                                    | Кемі, Кім Се Джін                                                             | Onew                                                                          | 3:49                                                                          |
| 3.                                                                            | «Promise You»                                                                 | Кемі, Midnight                                                                | Кемі                                                                          | Кюхьон                                                                        | 4:11                                                                          |
| 4.                                                                            | «Something Precious» (소중한 게 생겼나 봐)                                    | Ян Че Сон                                                                     | Abe Song, Glody, RAID                                                         | Rothy                                                                         | 3:29                                                                          |
| 5.                                                                            | «The Day You were Falling» (니가 내리는 날에)                                 | Кемі, Midnight                                                                | Кемі                                                                          | Джон Пак                                                                      | 4:24                                                                          |
| 6.                                                                            | «I Love You This Much» (이만큼 난 너를 사랑해)                                | Кадиль, Кемі                                                                  | Кемі                                                                          | Punch                                                                         | 3:42                                                                          |
| 7.                                                                            | «Love Hurts A Little More» (조금 더 아파도)                                   | Кадиль                                                                        | Кемі, Midnight                                                                | Кім На Йон                                                                    | 3:53                                                                          |
| 8.                                                                            | «Abnormal Climate» (이상기후)                                                 | Giriboy                                                                       | Giriboy, basecamp                                                             | Giriboy                                                                       | 4:06                                                                          |
| 9.                                                                            | «Open Your Heart»                                                             | Хо Сон Джін                                                                   | Хо Сон Джін, Maria Marcus, Louise Frick Sveen                                 | Лін                                                                           | 3:45                                                                          |

| Forecasting Love and Weather (Original Television Soundtrack) Special, Диск 2 | Forecasting Love and Weather (Original Television Soundtrack) Special, Диск 2 | Forecasting Love and Weather (Original Television Soundtrack) Special, Диск 2 | Forecasting Love and Weather (Original Television Soundtrack) Special, Диск 2 | Forecasting Love and Weather (Original Television Soundtrack) Special, Диск 2 | Forecasting Love and Weather (Original Television Soundtrack) Special, Диск 2 |
| #                                                                             | Назва                                                                         | Автор слів                                                                    | Автор музики                                                                  | Виконавець                                                                    | Тривалість                                                                    |
| ----------------------------------------------------------------------------- | ----------------------------------------------------------------------------- | ----------------------------------------------------------------------------- | ----------------------------------------------------------------------------- | ----------------------------------------------------------------------------- | ----------------------------------------------------------------------------- |
| 1.                                                                            | «Today's Weather Forecast» (오늘의 날씨를 알려드리겠습니다)                   | Лі Чун Хва                                                                    | Кемі, Лі Чун Хва                                                              | Кемі, Лі Чун Хва                                                              | 2:17                                                                          |
| 2.                                                                            | «New Start»                                                                   |                                                                               | Ю Мін Хо                                                                      | Ю Мін Хо                                                                      | 2:46                                                                          |
| 3.                                                                            | «Hakyung and Siwoo» (하경이랑 시우랑)                                         |                                                                               | Пак Мі Сон                                                                    | Пак Мі Сон                                                                    | 2:06                                                                          |
| 4.                                                                            | «Slow Comic»                                                                  |                                                                               | Лі Сон Ґу                                                                     | Лі Сон Ґу                                                                     | 2:30                                                                          |
| 5.                                                                            | «Absurd&» (나만 황당함?)                                                      |                                                                               | Пак Юн Со                                                                     | Пак Юн Со                                                                     | 2:02                                                                          |
| 6.                                                                            | «Should I do it or not» (할까 말까)                                           |                                                                               | Кемі, Пак Мі Сон                                                              | Кемі, Пак Мі Сон                                                              | 2:06                                                                          |
| 7.                                                                            | «Midsummer Day» (한여름 낮)                                                   |                                                                               | Пак Мі Сон                                                                    | Пак Мі Сон                                                                    | 2:37                                                                          |
| 8.                                                                            | «Current Weather»                                                             | Лі Чун Хва                                                                    | Лі Чун Хва                                                                    | Лі Чун Хва                                                                    | 2:53                                                                          |
| 9.                                                                            | «Worsening Weather Conditions» (기상악화)                                     |                                                                               | Ю Мін Хо                                                                      | Ю Мін Хо                                                                      | 2:44                                                                          |
| 10.                                                                           | «Love Quadrangle»                                                             |                                                                               | Пак Чон Хван                                                                  | Пак Чон Хван                                                                  | 2:58                                                                          |
| 11.                                                                           | «Emergency, Emerhency» (비상비상)                                             |                                                                               | Пак Юн Со                                                                     | Пак Юн Со                                                                     | 2:47                                                                          |
| 12.                                                                           | «Cuddle»                                                                      |                                                                               | Лі Сон Ґу                                                                     | Лі Сон Ґу                                                                     | 2:10                                                                          |
| 13.                                                                           | «Grubby» (찌질꼬질)                                                           |                                                                               | Ю Мін Хо                                                                      | Ю Мін Хо                                                                      | 2:35                                                                          |
| 14.                                                                           | «Argument»                                                                    |                                                                               | Leto                                                                          | Leto                                                                          | 2:29                                                                          |
| 15.                                                                           | «Subsequent Relationship» (이후의 관계)                                       |                                                                               | Лі Чун Хва                                                                    | Лі Чун Хва                                                                    | 2:29                                                                          |
| 16.                                                                           | «In Between Seasons» (환절기)                                                 |                                                                               | Пак Мі Сон                                                                    | Пак Мі Сон                                                                    | 3:17                                                                          |
| 17.                                                                           | «Love Forecast»                                                               |                                                                               | Пак Чон Хван                                                                  | Пак Чон Хван                                                                  | 2:45                                                                          |
| 18.                                                                           | «Dream»                                                                       |                                                                               | Лі Сон Ґу                                                                     | Лі Сон Ґу                                                                     | 3:06                                                                          |
| 19.                                                                           | «You and ME Forever» (우리 둘이서 영원히)                                     |                                                                               | Кемі, Лі Сон Ґу                                                               | Кемі, Лі Сон Ґу                                                               | 2:55                                                                          |
| 20.                                                                           | «Visibility»                                                                  |                                                                               | Пак Юн Со                                                                     | Пак Юн Со                                                                     | 3:03                                                                          |
| 21.                                                                           | «Clear After Rain» (비 온 뒤 맑음)                                            |                                                                               | Лі Чун Хва                                                                    | Лі Чун Хва                                                                    | 2:15                                                                          |
| 22.                                                                           | «Tommorow Weather Is» (내일의 날씨는)                                         |                                                                               | Кемі, Пак Чон Хван                                                            | Кемі, Пак Чон Хван                                                            | 2:08                                                                          |

### Альбом частинами
| Forecasting Love and Weather (Original Television Soundtrack), Part 1 | Forecasting Love and Weather (Original Television Soundtrack), Part 1 | Forecasting Love and Weather (Original Television Soundtrack), Part 1 | Forecasting Love and Weather (Original Television Soundtrack), Part 1 | Forecasting Love and Weather (Original Television Soundtrack), Part 1 | Forecasting Love and Weather (Original Television Soundtrack), Part 1 |
| #                                                                     | Назва                                                                 | Автор слів                                                            | Автор музики                                                          | Виконавець                                                            | Тривалість                                                            |
| --------------------------------------------------------------------- | --------------------------------------------------------------------- | --------------------------------------------------------------------- | --------------------------------------------------------------------- | --------------------------------------------------------------------- | --------------------------------------------------------------------- |
| 1.                                                                    | «Melting» (사르르쿵)                                                  | Cheeze, Кемі                                                          | Cheeze, Midnight                                                      | Cheeze                                                                | 3:06                                                                  |
| 2.                                                                    | «Melting (Inst.)» (사르르쿵 (Inst.))                                  |                                                                       | Cheeze, Midnight                                                      | Cheeze                                                                | 3:06                                                                  |

| Forecasting Love and Weather (Original Television Soundtrack), Part 2 | Forecasting Love and Weather (Original Television Soundtrack), Part 2 | Forecasting Love and Weather (Original Television Soundtrack), Part 2 | Forecasting Love and Weather (Original Television Soundtrack), Part 2 | Forecasting Love and Weather (Original Television Soundtrack), Part 2 | Forecasting Love and Weather (Original Television Soundtrack), Part 2 |
| #                                                                     | Назва                                                                 | Автор слів                                                            | Автор музики                                                          | Виконавець                                                            | Тривалість                                                            |
| --------------------------------------------------------------------- | --------------------------------------------------------------------- | --------------------------------------------------------------------- | --------------------------------------------------------------------- | --------------------------------------------------------------------- | --------------------------------------------------------------------- |
| 1.                                                                    | «Mind Warning» (마음주의보)                                           | Кемі, yoda                                                            | Кемі, Кім Се Джін                                                     | Onew                                                                  | 3:49                                                                  |
| 2.                                                                    | «Mind Warning (Inst.)» (마음주의보 (Inst.))                           |                                                                       | Кемі, Кім Се Джін                                                     | Onew                                                                  | 3:50                                                                  |

| Forecasting Love and Weather (Original Television Soundtrack), Part 3 | Forecasting Love and Weather (Original Television Soundtrack), Part 3 | Forecasting Love and Weather (Original Television Soundtrack), Part 3 | Forecasting Love and Weather (Original Television Soundtrack), Part 3 | Forecasting Love and Weather (Original Television Soundtrack), Part 3 | Forecasting Love and Weather (Original Television Soundtrack), Part 3 |
| #                                                                     | Назва                                                                 | Автор слів                                                            | Автор музики                                                          | Виконавець                                                            | Тривалість                                                            |
| --------------------------------------------------------------------- | --------------------------------------------------------------------- | --------------------------------------------------------------------- | --------------------------------------------------------------------- | --------------------------------------------------------------------- | --------------------------------------------------------------------- |
| 1.                                                                    | «Promise You»                                                         | Кемі, Midnight                                                        | Кемі                                                                  | Кюхьон                                                                | 4:11                                                                  |
| 2.                                                                    | «Promise You (Inst.)»                                                 |                                                                       | Кемі                                                                  | Кюхьон                                                                | 4:11                                                                  |

| Forecasting Love and Weather (Original Television Soundtrack), Part 4 | Forecasting Love and Weather (Original Television Soundtrack), Part 4 | Forecasting Love and Weather (Original Television Soundtrack), Part 4 | Forecasting Love and Weather (Original Television Soundtrack), Part 4 | Forecasting Love and Weather (Original Television Soundtrack), Part 4 | Forecasting Love and Weather (Original Television Soundtrack), Part 4 |
| #                                                                     | Назва                                                                 | Автор слів                                                            | Автор музики                                                          | Виконавець                                                            | Тривалість                                                            |
| --------------------------------------------------------------------- | --------------------------------------------------------------------- | --------------------------------------------------------------------- | --------------------------------------------------------------------- | --------------------------------------------------------------------- | --------------------------------------------------------------------- |
| 1.                                                                    | «Something Precious» (소중한 게 생겼나 봐)                            | Ян Че Сон                                                             | Abe Song, Glody, RAID                                                 | Rothy                                                                 | 3:29                                                                  |
| 2.                                                                    | «Something Precious (Inst.)» (소중한 게 생겼나 봐 (Inst.))            |                                                                       | Abe Song, Glody, RAID                                                 | Rothy                                                                 | 3:29                                                                  |

| Forecasting Love and Weather (Original Television Soundtrack), Part 5 | Forecasting Love and Weather (Original Television Soundtrack), Part 5 | Forecasting Love and Weather (Original Television Soundtrack), Part 5 | Forecasting Love and Weather (Original Television Soundtrack), Part 5 | Forecasting Love and Weather (Original Television Soundtrack), Part 5 | Forecasting Love and Weather (Original Television Soundtrack), Part 5 |
| #                                                                     | Назва                                                                 | Автор слів                                                            | Автор музики                                                          | Виконавець                                                            | Тривалість                                                            |
| --------------------------------------------------------------------- | --------------------------------------------------------------------- | --------------------------------------------------------------------- | --------------------------------------------------------------------- | --------------------------------------------------------------------- | --------------------------------------------------------------------- |
| 1.                                                                    | «The Day You were Falling» (니가 내리는 날에)                         | Кемі, Midnight                                                        | Кемі                                                                  | Джон Пак                                                              | 4:24                                                                  |
| 2.                                                                    | «The Day You were Falling (Inst.)» (니가 내리는 날에 (Inst.))         |                                                                       | Кемі                                                                  | Джон Пак                                                              | 4:24                                                                  |

| Forecasting Love and Weather (Original Television Soundtrack), Part 6 | Forecasting Love and Weather (Original Television Soundtrack), Part 6 | Forecasting Love and Weather (Original Television Soundtrack), Part 6 | Forecasting Love and Weather (Original Television Soundtrack), Part 6 | Forecasting Love and Weather (Original Television Soundtrack), Part 6 | Forecasting Love and Weather (Original Television Soundtrack), Part 6 |
| #                                                                     | Назва                                                                 | Автор слів                                                            | Автор музики                                                          | Виконавець                                                            | Тривалість                                                            |
| --------------------------------------------------------------------- | --------------------------------------------------------------------- | --------------------------------------------------------------------- | --------------------------------------------------------------------- | --------------------------------------------------------------------- | --------------------------------------------------------------------- |
| 1.                                                                    | «I Love You This Much» (이만큼 난 너를 사랑해)                        | Кадиль, Кемі                                                          | Кемі                                                                  | Punch                                                                 | 3:42                                                                  |
| 2.                                                                    | «I Love You This Much (Inst.)» (이만큼 난 너를 사랑해 (Inst.))        |                                                                       | Кемі                                                                  | Punch                                                                 | 3:42                                                                  |

| Forecasting Love and Weather (Original Television Soundtrack), Part 7 | Forecasting Love and Weather (Original Television Soundtrack), Part 7 | Forecasting Love and Weather (Original Television Soundtrack), Part 7 | Forecasting Love and Weather (Original Television Soundtrack), Part 7 | Forecasting Love and Weather (Original Television Soundtrack), Part 7 | Forecasting Love and Weather (Original Television Soundtrack), Part 7 |
| #                                                                     | Назва                                                                 | Автор слів                                                            | Автор музики                                                          | Виконавець                                                            | Тривалість                                                            |
| --------------------------------------------------------------------- | --------------------------------------------------------------------- | --------------------------------------------------------------------- | --------------------------------------------------------------------- | --------------------------------------------------------------------- | --------------------------------------------------------------------- |
| 1.                                                                    | «Love Hurts A Little More» (조금 더 아파도)                           | Кадиль                                                                | Кемі, Midnight                                                        | Кім На Йон                                                            | 3:53                                                                  |
| 2.                                                                    | «Love Hurts A Little More (Inst.)» (조금 더 아파도 (Inst.))           |                                                                       | Кемі, Midnight                                                        | Кім На Йон                                                            | 3:53                                                                  |

| Forecasting Love and Weather (Original Television Soundtrack), Part 8 | Forecasting Love and Weather (Original Television Soundtrack), Part 8 | Forecasting Love and Weather (Original Television Soundtrack), Part 8 | Forecasting Love and Weather (Original Television Soundtrack), Part 8 | Forecasting Love and Weather (Original Television Soundtrack), Part 8 | Forecasting Love and Weather (Original Television Soundtrack), Part 8 |
| #                                                                     | Назва                                                                 | Автор слів                                                            | Автор музики                                                          | Виконавець                                                            | Тривалість                                                            |
| --------------------------------------------------------------------- | --------------------------------------------------------------------- | --------------------------------------------------------------------- | --------------------------------------------------------------------- | --------------------------------------------------------------------- | --------------------------------------------------------------------- |
| 1.                                                                    | «Abnormal Climate» (이상기후)                                         | Giriboy                                                               | Giriboy, basecamp                                                     | Giriboy                                                               | 4:06                                                                  |
| 2.                                                                    | «Abnormal Climate (Inst.)» (이상기후 (Inst.))                         |                                                                       | Giriboy, basecamp                                                     | Giriboy                                                               | 4:06                                                                  |

| Forecasting Love and Weather (Original Television Soundtrack), Part 9 | Forecasting Love and Weather (Original Television Soundtrack), Part 9 | Forecasting Love and Weather (Original Television Soundtrack), Part 9 | Forecasting Love and Weather (Original Television Soundtrack), Part 9 | Forecasting Love and Weather (Original Television Soundtrack), Part 9 | Forecasting Love and Weather (Original Television Soundtrack), Part 9 |
| #                                                                     | Назва                                                                 | Автор слів                                                            | Автор музики                                                          | Виконавець                                                            | Тривалість                                                            |
| --------------------------------------------------------------------- | --------------------------------------------------------------------- | --------------------------------------------------------------------- | --------------------------------------------------------------------- | --------------------------------------------------------------------- | --------------------------------------------------------------------- |
| 1.                                                                    | «Open Your Heart»                                                     | Хо Сон Джін                                                           | Хо Сон Джін, Maria Marcus, Louise Frick Sveen                         | Лін                                                                   | 3:45                                                                  |
| 2.                                                                    | «Open Your Heart (Inst.)»                                             |                                                                       | Хо Сон Джін, Maria Marcus, Louise Frick Sveen                         | Лін                                                                   | 3:45                                                                  |

## Рейтинги
Найнижчі рейтинги позначені синім кольором, а найвищі — червоним кольором.
| Серія            | Дата показу      | Назва серії                              | Середнє значення кількості переглядів | Середнє значення кількості переглядів |
| Серія            | Дата показу      | Назва серії                              | AGB Nielsen                           | AGB Nielsen                           |
| Серія            | Дата показу      | Назва серії                              | Загальнонаціональні                   | Сеул                                  |
| ---------------- | ---------------- | ---------------------------------------- | ------------------------------------- | ------------------------------------- |
| 1                | 12 лютого 2022   | Сигнал (Signal)                          | 4,514 %                               | 5,557 %                               |
| 2                | 13 лютого 2022   | Відчутна температура                     | 5,455 %                               | 5,998 %                               |
| 3                | 19 лютого 2022   | Решта сезонів                            | 6,787 %                               | 7,342 %                               |
| 4                | 20 лютого 2022   | Видимість                                | 7,849 %                               | 9,046 %                               |
| 5                | 26 лютого 2022   | Локальна сильна злива                    | 6,103 %                               | 7,333 %                               |
| 6                | 27 лютого 2022   | Ефект локального перегріву               | 7,007 %                               | 8,120 %                               |
| 7                | 5 березня 2022   | Попередження про підвищений рівень озону | 6,448 %                               | 7,401 %                               |
| 8                | 6 березня 2022   | Показник дискомфорту                     | 7,514 %                               | 8,723 %                               |
| 9                | 12 березня 2022  | Суха Чанма (Сезон дощів)                 | 6,421 %                               | 7,236 %                               |
| 10               | 13 березня 2022  | Спекотні ночі                            | 7,555 %                               | 8,805 %                               |
| 11               | 19 березня 2022  | 1 °C                                     | 7,232 %                               | 8,473 %                               |
| 12               | 20 березня 2022  | Варіативна зона                          | 7,618 %                               | 8,521 %                               |
| 13               | 26 березня 2022  | Сценарій 1, 2, 3                         | 7,068 %                               | 8,203 %                               |
| 14               | 27 березня 2022  | Рухомий антициклон                       | 6,828 %                               | 7,578 %                               |
| 15               | 2 квітня 2022    | Узгоджена група                          | 5,650 %                               | 6,113 %                               |
| 16               | 3 квітня 2022    | Відпоіді завтрашнього дня                | 7,344 %                               | 8,316 %                               |
| Середнє значення | Середнє значення | Середнє значення                         | 6,712 %                               | 7,673 %                               |

## Виноски
1. ↑  Точну дату виходу серіалу з українськими субтитрами вказати складно, тому зазначено період виходу в Кореї. Переважно різниця між виходом в Кореї і в Україні складає близько 4 тижнів.